# Statens håndverks- og kunstindustriskole
Statens håndverks- og kunstindustriskole var en norsk højskole for kunstnerlig uddannelse, frem for alt af kunsthåndværkere.
Skolen blev grundlagt 1818 og kaldtes oprindelig Den kongelige Norske Tegne- og Kunstskole, der organiseredes som et akademi i 5 klasser. I mere end en menneskealder var denne skole midtpunktet for landets kunstliv, og ledelsen af Nationalgaleriets udvikling var 1837—68 overdraget til dens direktion. I 1869 blev skolen omdannet til en elementær tegneskole for håndværkere under navn af Den kongelige Tegneskole. 1884—1911 virkede den i et noget højere plan som Den kongelige Kunst- og Haandværksskole. I 1911 fik den sit slutgyldige navn. Skolen sammensloges med andre højskoler for kunstnerlig uddannelse til Kunsthøgskolen i Oslo 1996.